# Prespa (cidade medieval)
Prespa (em búlgaro: Преспа) foi uma cidade medieval, situada na área homônima no sudoeste da Macedônia. Foi a residência e local de sepultamento do tsar búlgaro Samuel (r. 997–1014) e, de acordo com algumas fontes, a capital do Primeiro Império Búlgaro e sede do patriarcado búlgaro nas últimas décadas do século X.

## Localização

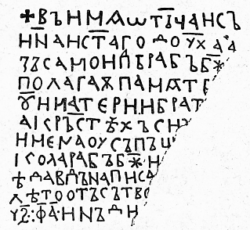
A Inscrição de Samuel encontrada na vila de São Germano

O topônimo Prespa é usado para um lago, uma assentamento ilha ou simplesmente uma ilha. As fronteiras exatas e característica da cidade são difíceis de definir por fontes histórica. Foi pesquisada no vale do lago Prespa, cercado pelas montanhas Baba, Petrino, Galichica, Zvezda e Korbets. Está situado nos territórios de três países modernos: Albânia, República da Macedônia e Grécia. De acordo com pesquisa arqueológica, na Alta Idade Média havia atividades de construção nos seguintes sítios:
- Na ilha de São Aquiles no pequeno lago Prespa (hoje na Grécia);
- Na moderna vila de São Germano (Agios Germanos) ao sul do pequeno lago Prespa, na Grécia;
- Nas ilhas de Golem Grad (na República da Macedônia) e Maligrado (na Albânia) no lago Prespa;
- Nas imediações da moderna vila Carev Dvor, ao norte do lago;
- No cume de Galichica, a cordilheira entre Prespa e o lago de Ócrida (a fortaleza Vasiliada).[1]

É provável que a cidade em si, o centro desse aglomeração de assentamento, estava situada na ilha de São Aquiles. É a maior das três ilhas mencionadas (1 700 m. de comprimento e 500 m. de largura). As ruínas de várias igrejas foram descobertas, incluindo uma grande basílica, que foi, de acordo com algumas pesquisas, uma das sete grandes igrejas construídas pelo príncipe Bóris I (r. 852–889) após a cristianização da Bulgária, enquanto outros sugerem que foi construída pelos gregos tessálios por ordem do imperador Samuel (r. 997–1014).[carece de fontes?] Seu plano arquitetônico é similar ao da Grande Basílica da antiga capital Plisca. Há traços de pinturas e esculturas búlgaras do início do período medieval nas ruínas.
No lado interno da abside estão escritos os nomes dos bispos que foram subordinados ao patriarca búlgaro no final do século X. A parte central da ilha junto com as elevações Kale (búlgaro para fortaleza) e Kutala (a Torre), costumavam ser fortificadas. Havia igrejas e provavelmente edifícios residenciais nas partes baixas e junto da costa. Esta área constituía a cidade externa. O extremo norte foi chamado Porta (Portão) que pode sugerir que a cidade externa também tinha estruturas defensivas.

## História
A cidade ganhou grande significado político após 971 quando a capital da Bulgária, Preslav, foi capturada pelos bizantinos. Prespa foi um dos centros da revolta dos irmãos cometópulos que manteve as terras búlgaras ocidentais fora da ocupação bizantina. Há teorias que a cidade do lago foi a residência do mais velho dos quatro irmãos, David, antes de ser morto em 976. Depois tornou-se a residência e Samuel que de facto governou o Império Búlgaro após o assassinato de seu irmão Aarão em 976 ou 986 e especialmente após o ilegítimo imperador Romano (r. 977–997) foi capturado pelos bizantinos em 991. Devido a este fato, alguns autores sugerem que Prespa tornou-se a capital oficial do império.
De acordo com a Enciclopédia Búlgara a cidade foi capital entre 973 e 996, enquanto de acordo com a Enciclopédia de Cirilo e Metódio foi capital até pelo menos 1015, mas muitos medievalistas não concordam com isso. Alguns pensam que Sófia foi o centro político do país até 986, enquanto outros consideram que Prespa nunca foi uma capital oficial da Bulgária, ao contrário de Escópia e Ócrida.
Após a conquista de Lárissa na Tessália em 983 ou 985, Samuel levou as relíquias de São Aquiles para Prespa. A grande ilha do pequeno lago Prespa foi nomeada em homenagem ao santo. Durante o governo de Samuel havia palácios na ilha que foram conectados por uma torre com a margem oposta por meio dum banco de areia artificial. Na costa oriental do lago, próximo da vila de Germano, Samuel erigiu uma inscrição dedicada a seus pais Nicolau e Ripsima, e seu irmão mais velho David. Quando em 997, Samuel foi proclamado imperador, a sede do patriarcado búlgaro era em Prespa, mas foi subsequentemente movido para Ócrida.
Imediatamente após a derrota desastrosa nas mãos dos bizantinos na Batalha de Clídio, o imperador Samuel buscou refúgio em Prespa. Há ele encontrou seus soldados cegados pelo imperador bizantino Basílio II Bulgaróctono (r. 976–1025), e morreu de um ataque cardíaco em 6 de outubro de 1014. Prespa permaneceu como residência imperial para seu sucessor João Vladislau (r. 1015–1018). Em 1016 o príncipe sérvio João Vladimir foi assassinado em Prespa por ordens de João Vladislau. Os bizantinos conquistaram Prespa em 1018, após a maior parte da nobreza búlgara render-se para Basílio II. O imperador não destruir a fortaleza, mas a rebatizou de Constância.
Prespa, incluindo a Basílica de São Aquiles e os palácios de Samuel, foram destruídos por mercenários europeus ocidentais em 1073, no rescaldo da supressão da revolta de Jorge, o Boitaco, que tentou restaurar a independência da Bulgária. Prespa foi mencionada como um centro administrativo nas fontes do século XII e no começo do século XIII foi conquistada pelo Despotado do Epiro. Mais adiante foi retomada pela Bulgária e em 1259 foi capturada pelo Império de Niceia; ela não é mencionada em fontes posteriores. Durante as escavações em 1969, o arqueólogo grego Nikolaos Moutsopoulos descobriu uma tumba que é pensado ser o lugar de sepultamento do imperador Samuel.